# Асоціація тигрів НАТО

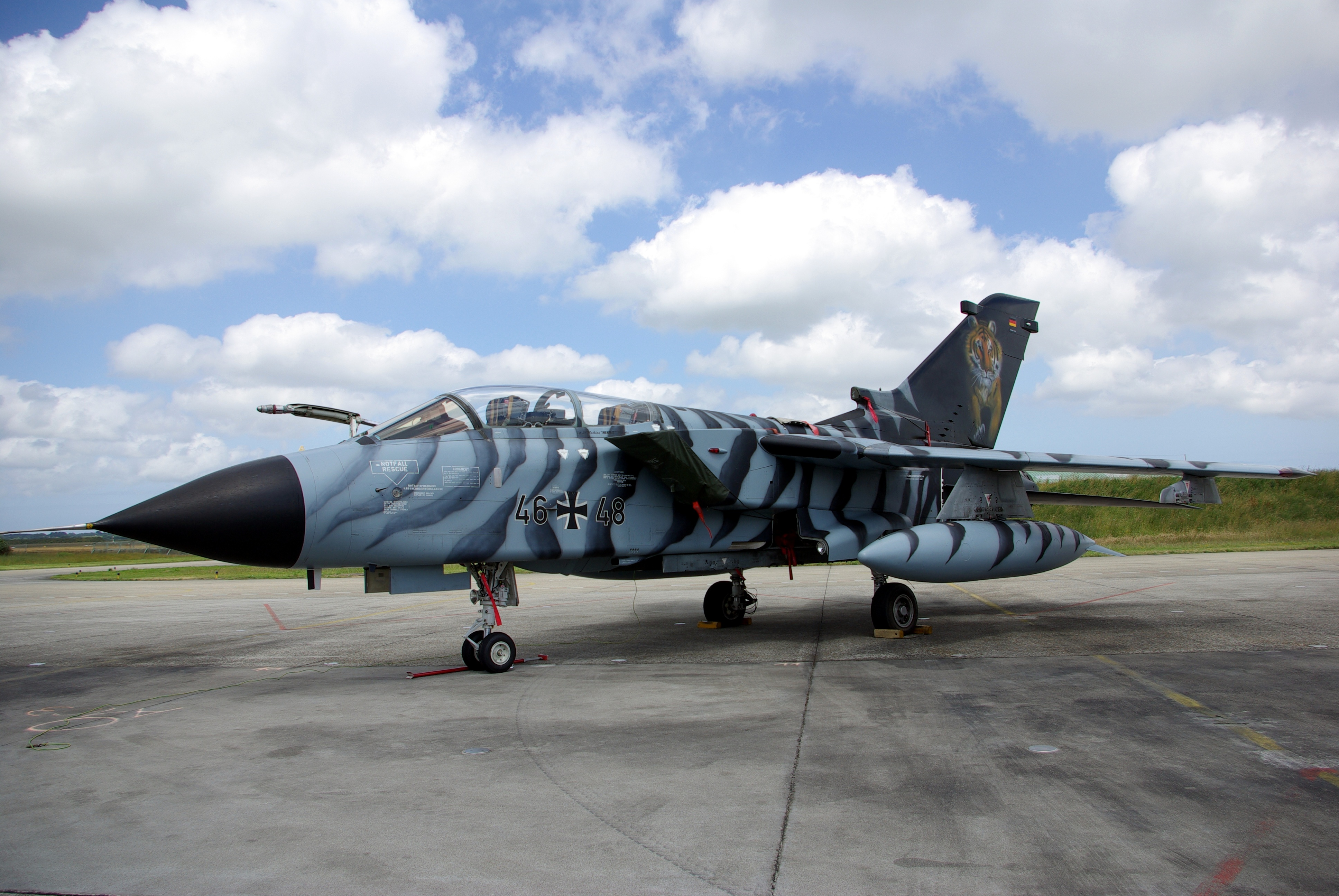
Літак Tornado ECR Німецьких повітряних сил

Асоціація тигрів НАТО (англ. The NATO Tiger Association чи The Association of Tiger Squadrons) — асоціація військово-повітряних ескадрилей країн членів альянсу, була створена в 1961 році за ініціативи французького міністра оборони П'єра Мессмера.
Ініціатором та першими членами асоціації виступили військові 79 тактичної ескадрильї ВПС США, які дислокувалися у Європі. Вони запросили на 19 липня 1961 року зустрітися у Вудбріджі (Велика Британія) 74 повітряну ескадрилью Королівських повітряних сил Великої Британії та 1/12 Прованську ескадрилью ВПС Франції, саме з цієї дати почалася історія Асоціації тигрів НАТО.
Членами Асоціації мають право бути тільки найкращі ескадрильї країн-членів альянсу та їх союзників.
Станом на лютий 2012 року, в Асоціацію входять 20 дійсних членів, 11 почесних і 2 кандидатів у члени, всі з яких мають тигра на гербі своєї ескадрильї.
Літаки ескадрилей-членів Асоціації часто яскраво забарвлені тигровими смугами.

## Члени Асоціації
- Австрійські повітряні сили
  - Jet Training Squadron
- Бельгійські повітряні сили

- - 31 Smaldeel

Бойовий літак Super Étendard 11F флотилії Французьких військово-морських сил, яка є членом Асоціації тигрів НАТО

- Повітряні сили Чеської Республіки
  - 211th Tactical Squadron
  - 221st Attack Helicopter Squadron
- Французькі повітряні сили
  - Escadron de Chasse et d'Expérimentation 05.330
  - Escadron de Chasse 1/7 «Provence»
- Французькі війсово-морські сили
  - Flottille 11F
- Німецькі повітряні сили
  - Aufklärungsgeschwader 51
- Повітряні сили Греції
  - 335 Squadron «Tigers»
- Угорські повітряні сили
  - 59/1 Squadron[1]Гелікоптер SA 330 Puma Королівських повітряних сил Великої Британії

Гелікоптер SA 330 Puma Королівських повітряних сил Великої Британії

- Італійські повітряні сили
  - XII Gruppo CI
  - Gruppo
- НАТО (Повітряні сили швидкого реагування)
  - Squadron 1
- Королівські повітряні сили Нідерландів
  - 313 squadron
- Королівські повітряні сили Норвегії
  - 338 Skvadron
- Польські повітряні сили
  - 6 Squadron
- Португальські повітряні сили
  - Esquadra 301 «Jaguares»
- Іспанські повітряні сили
  - 142 Escuadrón
  - Ala 15
- Турецькі повітряні сили
  - 192 Filo
- Королівські повітряні сили Великої Британії
  - 230 Squadron

 Королівський морський флот Великої Британії
- 814 Squadron

Колишні члени
Наступні ескадрильї були раніше членами Асоціації тигрів НАТО, поки їх не розформували, відповідно до реорганізації.
- Німецькі повітряні сили
  - Aufklärungsgeschwader 52
  - Jagdbombergeschwader 32 (disbanded March 2013) [1]
  - Jagdbomberstaffel 321
  - Jagdbomberstaffel 431
- Французькі повітряні сили
  - Escadron de Chasse 01.012
- Королівські повітряні сили Норвегії
  - 336 Squadron
- Королівські повітряні сили Великої Британії
  - 74 (F) Squadron
- Повітряні сили Сполучених Штатів Америки
  - 53rd Fighter Squadron